# Tyrannochthonius strinatii
Tyrannochthonius strinatii är en spindeldjursart som först beskrevs av Beier 1974.  Tyrannochthonius strinatii ingår i släktet Tyrannochthonius och familjen käkklokrypare. Inga underarter finns listade i Catalogue of Life.